# Кубок России по волейболу среди женщин 1995
3-й розыгрыш Кубка России по волейболу среди женских команд проходил с мая по сентябрь 1995 года. Победителем стала команда «Заречье» (Московская область).
В турнире не участвовали сильнейшие команд страны — «Уралочка», «Уралочка»-2 (обе — Екатеринбург), ЦСКА и «Россы» (обе — Москва).

## Кубок Сибири и Дальнего Востока
4-й розыгрыш Кубка Сибири и Дальнего Востока являлся отборочным турниром к Кубку России. В соревнованиях приняли участие команды высших лиг «А» и «Б» региона «Сибирь — Дальний Восток». Победителем стал новоуренгойский «Факел». Кроме него путёвки в финальный этап Кубка России получили призёры — омский «Спартак» и новосибирский «Спутник».

## Полуфинальный этап
Полуфиналы прошли летом в трех группах. Победители групп — «Метар» (Челябинск), «Заречье-Одинцово» (Московская область), «Динамо» (Краснодар), а также «Рекорд» (Воронеж) — выиграли путёвки в финальный этап, где к ним присоединились призёры Кубка Сибири и Дальнего Востока — «Факел», «Спартак» (Омск) и «Спутник».

## Финальный этап
11-17 сентября 1995. Посёлок Заречье (Одинцовский район, Московская область).
7 команд-участниц финального этапа на групповой стадии были разделены на две группы. По две лучшие команды из групп вышли в полуфинал плей-офф и определили финалистов, которые разыграли Кубок. В финале подмосковное «Заречье» обыграло краснодарское «Динамо». В матче за 3-е место «Метар» победил «Спутник».

### Итоги

#### Положение команд
| «Заречье» (Московская область) |
| «Динамо» (Краснодар)           |
| «Метар» (Челябинск)            |
| 4. «Спутник» (Новосибирск)     |
| 5. «Спартак» (Омск)            |
| 6. «Факел» (Новый Уренгой)     |
| 7. «Рекорд» (Воронеж)          |

#### Победитель
«Заречье» (Московская область): Елена Баннова, Анна Бичерова, С.Большакова, Юлия Закревская, Людмила Игнатенко, Н.Клюшина, Ольга Лобойко, Лариса Ломакина, Анна Романова, Татьяна Смирнова, Ольга Филина, А.Черепанова. Главный тренер — Павел Матиенко.